# 1820 w sztukach plastycznych
Wydarzenia w sztukach plastycznych i wizualnych w 1820 roku.

## Wydarzenia
- 8 kwietnia - została odnaleziona Wenus z Milo

## Urodzeni
- 28 lutego - John Tenniel (zm. 1914), angielski malarz i ilustrator
- 6 kwietnia - Nadar (zm. 1910), francuski fotograf, dziennikarz, rysownik, karykaturzysta
- 12 maja - Josef Mánes (zm. 1871), czeski malarz, ilustrator, grafik
- 24 października - Eugène Fromentin (zm. 1876),  francuski malarz, krytyk sztuki i pisarz

## Zmarli
- 11 marca - Benjamin West (ur. 1738), amerykański malarz
- 27 marca - Gerhard von Kügelgen (ur. 1772), niemiecki malarz
- Gyokudō Uragami (ur. 1745), japoński muzyk, poeta i malarz